# 胡興逸
胡興逸（越南语：／，?—?），五代十国后汉浙江人，越南胡朝开国皇帝胡季犛的十六世祖。

## 生平
胡興逸原是浙江人，在五代十国后汉时来到安南，镇守演州（今越南乂安省演州县）。此后把家定居演州的泡突乡，成为当地的寨主。到了越南李朝的时候，娶月的公主，生下了月端公主。

## 后代
胡兴逸的十二代孙胡廉做了宣尉黎训义子，从此改姓黎。胡廉的第四世孙是胡季犛，也是胡兴逸的第十六世孙。